# Aryan Kaganof
Aryan Kaganof, geboren als Ian Kerkhof (Johannesburg, 1 januari 1964), is een Zuid-Afrikaans regisseur, schrijver, dichter en kunstenaar die ook de Nederlandse nationaliteit heeft. In 1999 wijzigde hij zijn naam.
Kerkhof kwam op zijn negentiende naar Nederland om de militaire dienstplicht in Zuid-Afrika te ontlopen. In 1984 kreeg hij een asielstatus. Hij werkte in Amsterdam voor radio-piraat Radio 100 en doorliep de Nederlandse Film en Televisie Academie. De films van Kerkhof kenmerken zich door een ongebruikelijke vertelstructuur met thema's als seks, geweld en de dood. Hij regisseerde onder meer Naar de Klote! (1996), Shabondama Elegy (1999) en kreeg een Gouden Kalf voor Kyodai Makes the Big Time (1992). Hij publiceerde meerdere dichtbundels en drie novelles. In 1995 stond hij centraal in een aflevering van Zomergasten.
Hij veranderde zijn naam in 1999 in die van zijn biologische joodse vader, die hij twee jaar eerder voor het eerst ontmoet had, toen deze overleden was. Hij bekeerde zich ook tot het jodendom.
- Bibliothèque nationale de France: cb166340478 (data)
- Gemeinsame Normdatei: 173705367
- International Standard Name Identifier: 0000 0003 8709 8452
- Library of Congress Control Number: no2006050134
- Nederlandse Thesaurus van Auteursnamen: 268441219
- RKD-Nederlands Instituut voor Kunstgeschiedenis: 250094
- Système universitaire de documentation: 124209947
- Union List of Artist Names: 500582869
- Virtual International Authority File: 212354773
- WorldCat: E39PCjCcBQJXtmfPDVFW7QvtBq